# Johannishus
Johannishus är en tätort i Ronneby kommun i Blekinge län. 
Johannishus slott ligger några kilometer norr om tätorten.

## Tätorten
I norra delen av tätorten ligger Johannishusskolan som är en F-6-skola och har omkring 150 elever.
Det finns två förskolor i Johannishus. Nyponhuset med tre avdelningar och Prästgården med 2 avdelningar,
Just väster om tätorten återfinns Hjortsberga kyrka.
Hjortsberga prästgård är i Johannishus. Den äldsta i skrift verifierade prästgården låg öster om kyrkan. År 1757 brann den ner och en ny byggdes omgående på andra sidan ån, längre söderut. Denna var i bruk till 1938, då den ersattes av en ny prästgård som byggdes bredvid den gamla. Den gamla prästgården monterades ner och flyttades till Vämöparken i Karlskrona 1941, där den nu finns att beskåda. Den nya prästgården används idag som förskola. 

## Se även

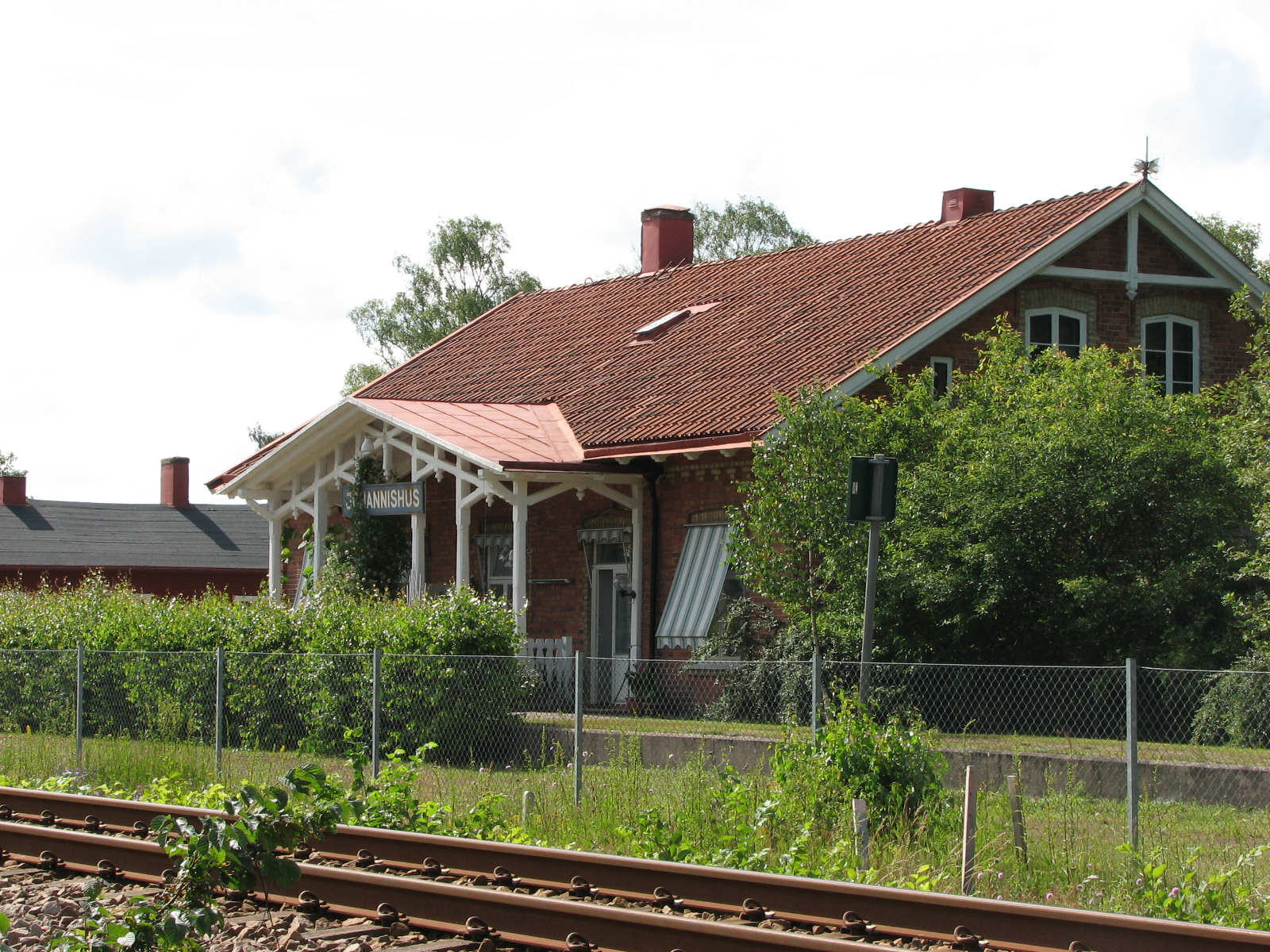
Johannishus före detta järnvägsstation
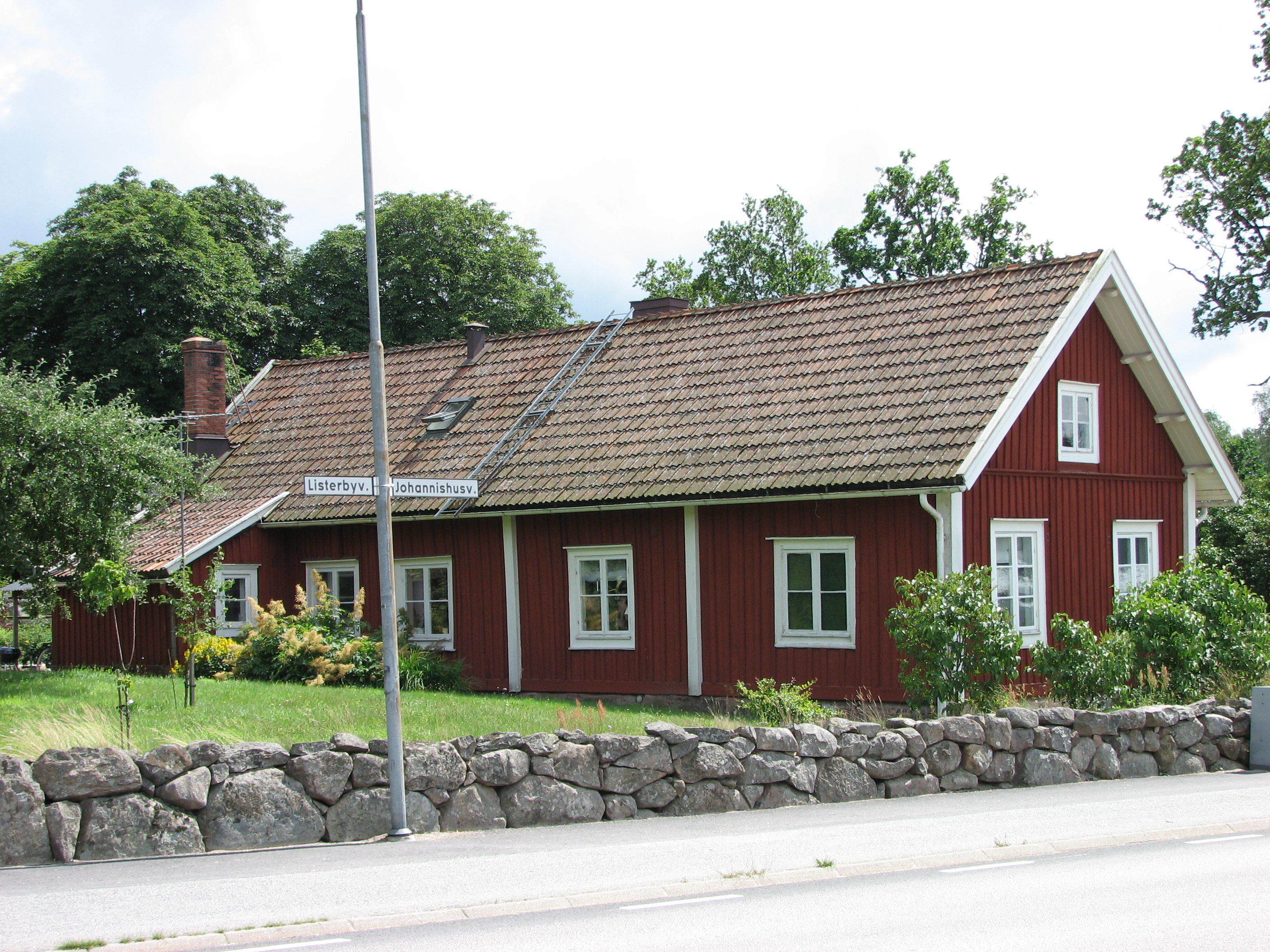
Klockargården
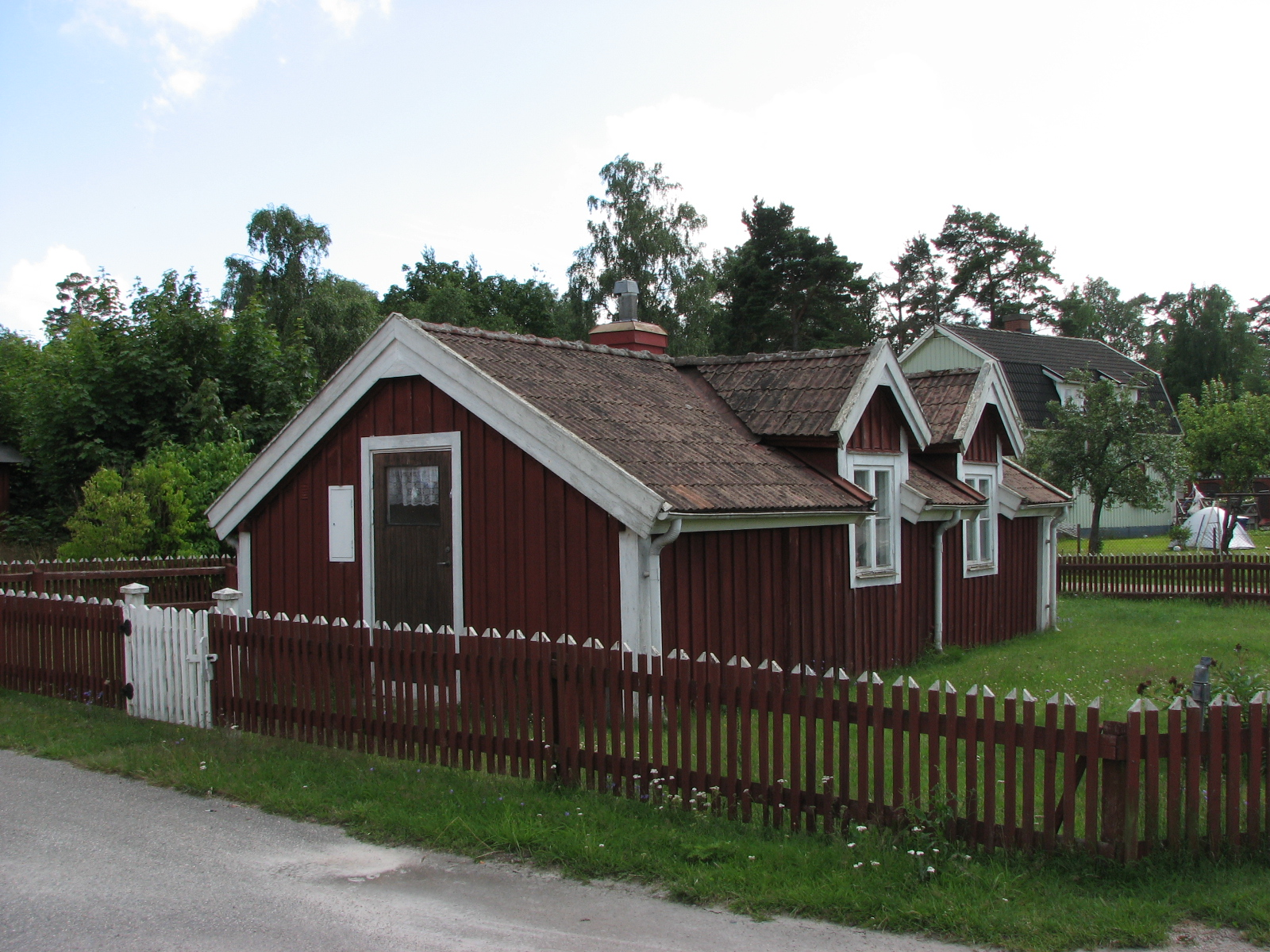
Pelle skräddares hus

## Befolkningsutveckling
| Befolkningsutvecklingen i Johannishus 1960–2020 | Befolkningsutvecklingen i Johannishus 1960–2020 | Befolkningsutvecklingen i Johannishus 1960–2020 | Befolkningsutvecklingen i Johannishus 1960–2020 | Befolkningsutvecklingen i Johannishus 1960–2020 |
| ----------------------------------------------- | ----------------------------------------------- | ----------------------------------------------- | ----------------------------------------------- | ----------------------------------------------- |
|                                                 |                                                 |                                                 |                                                 |                                                 |
| År                                              |                                                 |                                                 | Folkmängd                                       | Areal (ha)                                      |
| 1960                                            | 1960                                            |                                                 | 374                                             |                                                 |
| 1965                                            | 1965                                            |                                                 | 527                                             |                                                 |
| 1970                                            | 1970                                            |                                                 | 568                                             |                                                 |
| 1975                                            | 1975                                            |                                                 | 866                                             |                                                 |
| 1980                                            | 1980                                            |                                                 | 885                                             |                                                 |
| 1990                                            | 1990                                            |                                                 | 928                                             | 96                                              |
| 1995                                            | 1995                                            |                                                 | 845                                             | 96                                              |
| 2000                                            | 2000                                            |                                                 | 802                                             | 96                                              |
| 2005                                            | 2005                                            |                                                 | 773                                             | 96                                              |
| 2010                                            | 2010                                            |                                                 | 748                                             | 96                                              |
| 2015                                            | 2015                                            |                                                 | 766                                             | 100                                             |
| 2020                                            | 2020                                            |                                                 | 743                                             | 100                                             |
|                                                 |                                                 |                                                 |                                                 |                                                 |